# Chen Jiao (impératrice)
Pour l’article homonyme, voir Chen Jiao.
L'impératrice Chen de Wu (chinois traditionnel : 孝武陳皇后), impératrice de la dynastie Han est la première épouse de l'empereur Han Wudi (Liu Che). Elle est également connue sous le nom de Chen Jiao ou par son nom chinois Chen A'Jiao (chinois simplifié : 陈阿娇). Ses parents sont Chen Wu  et Liu Piao. Son prénom Jiao (chinois simplifié : 娇 ; chinois traditionnel : 嬌) signifie talentueuse et belle, et figure dans divers poèmes et expressions idiomatiques chinois.
La princesse Guantao Liu Piao tenant un jour son cousin Liu Che dans ses bras lui demande s'il veut épouser sa fille Chen Jiao. Le jeune prince se vantait du fait qu'il lui « construirait une maison en or » s'ils étaient mariés. Un  mariage est arrangé entre Liu Che et Chen Jiao, et Chen Jiao devient la première impératrice de Chine pendant le règne de Liu Che. L'histoire de l'impératrice Chen a inspiré l'idiome chinois « Mettre Jiao dans une maison dorée » (金屋藏嬌), documenté dans Les Histoires d'Hanwu de Ban Gu (汉武故事 / 漢武故事).
Le poète Sima Xiangru a écrit une chanson L'Ode de Long Gate (長門賦, Changmenfu) décrivant l'amour entre l'impératrice Chen Jiao et l'empereur Liu Che.

## Biographie

### Enfance et mariage
L'impératrice Chen est la fille de Chen Wu (chinois traditionnel : 陳午), le marquis de Tangyi (堂邑侯), et Liu Piao (劉 嫖 (zh)), la grande princesse Guantao (館陶長公主, la sœur aînée de l' empereur Jing de Han ). L'impératrice Chen a deux frères, Chen Xu (陳須) et Chen Jiao (陳蟜 (zh) ; hanzi différents). Il n'y a pas de documents historiques authentiques attestant de son vrai nom, et le nom «A'Jiao» provient des histoires de Hanwu de Ban Gu également appelées histoires de Han Wudi ), que l'on pense avoir été écrites pendant la période Wei - Jin .
La princesse Guantao  propose à Liu Rong (劉榮), le fils aîné et prince héritier de l'empereur Jing à l'époque, ainsi  que le fils de sa concubine préférée, Lady Li (栗姬), d'épouser sa fille adolescente. Lady Li, la mère de Liu Rong rejette la proposition, contrariée par le fait que la princesse Guantao procurait souvent de nouvelles concubines à l'empereur Jing (gagnant ainsi sa faveur aux dépens de Lady Li). La princesse Guantao humiliée et frustrée approche alors Wang Zhi, une autre concubine de l'empereur Jing, et lui offre de faire marier sa fille avec le fils de 5 ans de la consort Wang Liu Che, ce fils étant le dixième (et sans doute le préféré) fils de l'empereur Jing, alors Prince de Jiaodong (膠東王). La consort Wang, qui avait observé tranquillement les péripéties en marge, voit l'opportunité offerte par ce mariage et accepte immédiatement la proposition. Ce mariage politique scelle une alliance entre les deux femmes. Elles agissent ensemble pour s'assurer que l'empereur Jing se détache de plus en plus de Lady Li. Avec la folie de Lady Li, cela aboutit à la déposition de Liu Rong, rétrogradé de prince héritier au statut de prince de Linjiang (臨江王) en 150 av. J.-C. et exilé hors de la capitale Chang'an. Lady Li meurt peu de temps après, et Liu Rong est arrêté deux ans plus tard pour avoir illégalement saisi les terres du sanctuaire impérial et se suicide en détention. L'empereur Jing n'approuve toutefois pas l'union entre Liu Che et Chen Jiao en raison de leur différence d'âge (Chen a au moins 8 à 9 ans de plus que Liu Che).
Selon les histoires de Hanwu de l' ère Wei-Jin (漢武故事 /汉武故事 (zh)), lors d'un rassemblement royal, la princesse Guantao  tient le jeune prince dans ses bras et lui  demande s'il veut épouser une fille. Après avoir rejeté le choix de dizaines de servantes du palais, la princesse Guantao montre finalement sa fille Chen Jiao à Liu Che, qui se vante qu'il «lui construirait une maison dorée» si elle l'épousait. Cet évènement inspire l'idiome chinois «Mettre Jiao dans une maison dorée» (ne ), enregistré pour la première fois dans Hanwu Stories de Ban Gu. La princesse Guantao utilise ensuite l'histoire comme preuve que le mariage était inscrit dans le destin des jeunes gens pour convaincre l'empereur Jing, qui finalement accepte le mariage arrangé.
Liu Che devient prince héritier à l'âge de 7 ans, et  épouse formellement Chen en tant qu'impératrice désignée quelques années plus tard. Lorsque l'empereur Jing meurt au début de 141 av.J.-C., l'héritier apparent Liu Che, âgé de 16 ans, monte sur le trône en tant qu'empereur Wu et officialise l'intronisation de la nouvelle impératrice peu de temps après,,,,.

### Impératrice
La dynastie Han était dirigée selon une idéologie taoïste wu wei (無為而治), défendant la liberté économique et la décentralisation du gouvernement . Du point de vue de la politique étrangère, le heqin périodique est utilisé pour maintenir une «paix» de jure avec la confédération nomade Xiongnu au nord. Ces politiques ont joué un rôle important dans la stimulation de la reprise économique après la guerre civile qui a suivi la dynastie Qin, mais non sans inconvénients. Les politiques non interventionnistes ont entraîné la perte de la régulation monétaire et du contrôle politique par le gouvernement central, permettant aux États vassaux féodaux de devenir dominants et indisciplinés, aboutissant à la rébellion des sept États sous le règne de l'empereur Jing. Le népotisme parmi les classes dirigeantes fait également stagner la mobilité sociale et encourage le mépris généralisé des lois par les nobles, ce qui conduit à la montée en puissance de despotes locaux qui intimident et oppriment d'autres civils. La politique heqin  échoue à protéger les frontières Han contre les raids Xiongnu, avec les cavaliers nomades envahissant aussi près que 300 li de la capitale pendant le règne de l'empereur Wen. Des politiciens éminents comme Jia Yi (賈誼) et Chao Cuo (en) (晁錯) avaient tous deux déjà donné des conseils sur la nécessité de réformes politiques importantes, mais ni l'empereur Wen ni l'empereur Jing n'étaient disposés à mettre en œuvre de tels changements.
Contrairement aux empereurs avant lui, le jeune empereur Wu n'était pas disposé à entériner le statu quo. Moins d'un an après son ascension, sur la base des conseils d'érudits confucéens, l'empereur Wu lance une réforme ambitieuse, connue dans l'histoire sous le nom de réformes Jianyuan (建元新政). Cependant, ses réformes menacent les intérêts des classes nobles existantes et furent rapidement éliminées par sa grand-mère, la grande impératrice douairière Dou (Wen), qui détenait un véritable pouvoir politique à la cour des Han. Ses deux nobles partisans, Dou Ying (竇嬰) et Tian Fen (田蚡), ont tous deux vu leurs positions supprimées; et ses deux mentors, Wang Zang (王臧) et Zhao Wan (趙綰), ont été destitués, arrêtés et forcés de se suicider en prison. L'empereur Wu, qui est désormais privlé de tout allié, est soumis à des complots pour le faire retirer du trône.
À ce stade, l'impératrice Chen avait déjà épousé l'empereur Wu depuis des années, mais n'avait pas conçu d'enfants. Dans une tentative de rester au centre de son attention, elle lui interdit également d'avoir d'autres concubines. Le fait que le jeune et énergique empereur Wu soit toujours sans enfant est utilisé par ses ennemis politiques comme excuse pour envisager de le déposer (l'incapacité de propager la lignée royale était une affaire sérieuse) et de le remplacer par son lointain oncle Liu An (劉安), le roi de Huainan (淮南王), qui est une figure renommée de l'idéologie taoïste. La survie politique de l'empereur Wu dépendait désormais fortement du lobbying de sa tante / belle-mère, la princesse Guantao, qui sert de médiatrice pour la réconciliation de l'empereur avec sa mère, la grande impératrice douairière Dou. La princesse Guantao utilise toute occasion d'exploiter cet effet de levier et fait constamment des demandes excessives à son gendre. L'empereur Wu, déjà mécontent de l'infertilité et du comportement de l'impératrice Chen, est rendu encore plus irascible par l'avidité de sa mère mais doit tolérer de tels abus sous les conseils de sa mère l'impératrice douairière Wang Zhi pour rester sur place. Il passe les années suivantes à faire semblant d'être docile, hédoniste et d'avoir renoncé à toutes ambitions politiques, mais en réalité recrute secrètement des partisans.
Alors qu'il assiste à un rituel de cérémonie printanier annuel à Bashang (灞上) en 139 av. J.-C., au cours de la deuxième année de son règne, l'empereur Wu décide de rendre une visite occasionnelle à la maison de sa sœur aînée sur le chemin du retour. Sa sœur, la princesse Zhao de Pingyang (平陽公主), qui avait depuis longtemps l'intention d'imiter sa tante la princesse Guantao et d'établir une influence politique, prépare une collection de jeunes femmes à offrir pour le concubinage de son frère. Cependant, son plan ne fonctionne pas, car aucun de ses candidates ne réussit à impressionner l'empereur Wu. Réalisant que son frère était déçu et ennuyé, elle appelle des danseurs internes pour se divertir. Cette fois, l'empereur Wu pose les yeux sur une belle jeune chanteuse appelée Wei Zifu (衛子夫) et tombe amoureux d'elle. À la suite de cette rencontre amoureuse avec Wei Zifu, l'empereur Wu transfère mille pièces d'or à sa sœur en guise de récompense, qui à son tour lui offre la jeune femme en cadeau. Cependant, après son retour à Chang'an, l'empereur Wu est contraint d'abandonner Wei Zifu en tant que femme de chambre insignifiante du palais et la néglige pendant plus d'un an sous la pression de l'impératrice Chen. Ils ne se revoient pas jusqu'à ce que Wei Zifu tente de quitter le palais en se faufilant dans une file de servantes qui devaient être expulsées. À la suite du renouvellement de leur liaison, Wei Zifu tombe rapidement enceinte, débarrassant efficacement l'empereur Wu de toute spéculation sur son infertilité. Cela lui permet de devenir la concubine préférée de l'empereur.
L'arrivée soudaine d'une rivale amoureuse met l'impératrice Chen en colère, mais elle ne peut pas faire grand-chose car Wei Zifu était maintenant sous la protection directe de l'empereur Wu. La princesse Guantao tente de venger de sa fille, et après avoir découvert que Wei Zifu avait un demi-frère nommé Wei Qing (衛青) servant comme cavalier dans le camp de Jianzhang (建章營, les gardes royaux de l'empereur Wu), elle envoie des hommes, pour kidnapper et assassiner Wei Qing. Cependant, Wei Qing est sauvé par ses amis, un groupe de gardes du palais dirigé par Gongsun Ao (公孫敖), qui a également rapporté tout l'incident à l'empereur Wu. En signe de mécontentement envers l'impératrice Chen et sa mère, l'empereur Wu fait publiquement de Wei Zifu sa consorte (夫人, une concubine inférieure seulement à l'impératrice), nomme Wei Qing au chef du camp de Jianzhang (建章監), chef d'état-major (侍中) et conseiller en chef (太中大夫), promeut plusieurs autres membres de la famille Wei et récompense tous ceux qui ont contribué au sauvetage de Wei Qing. La consorte Wei Zifu monopolise ensuite l'amour de l'empereur Wu pendant plus d'une décennie et lui  donne trois filles.
L'impératrice Chen, qui s'est maintenant ouvertement brouillée avec l'empereur Wu, est largement négligée. Frustrée et jalouse, elle tente en vain de regagner l'attention de son mari en menaçant de se suicider à plusieurs reprises, ce qui ne fait que rendre l'empereur Wu plus en colère contre elle. Impuissante et désespérée, elle se tourne de nouveau vers sa mère pour évacuer sa colère. Sa mère confronte et accuse la princesse Pingyang d'avoir saboté le mariage de sa fille, mais ses plaintes sont écartées avec la déclaration selon laquelle l'impératrice Chen avait perdu la faveur de l'Empereur  à cause de son infertilité. Déconcertée par l'argument, l'impératrice Chen  dépense plus de 90 millions de pièces pour se faire soigner, en vain. Cependant, comme l'empereur Wu ne lui rend plus visite depuis l'incident de Wei Qing, il lui est  impossible d'obtenir une grossesse,,,.

### Sorcellerie
Ayant maintenant complètement perdu l'amour de son mari, l'impératrice Chen éprouve une grande jalousie et haine envers la consorte Wei. Elle a recours à des pratiques occultes en une dernière tentative pour sauver la situation et est approchée par une sorcière nommée Chu Fu (en) (楚服), qui  affirme qu'elle a des ressources magiques, ainsi qu'un sort pouvant affecter toutes les concubines n'agréant pas à l'Impératrice, qui pourraient aider à restaurer l'amour de l'empereur. Convaincue, l'Impératrice se livre à des rituels avec Chu Fu jour et nuit, boit des potions, crée des poupées vaudou clouées de la consorte Wei, et couche «comme mari et femme» avec Chu Fu habillée en habit d'homme.
La sorcellerie était une infraction capitale selon les lois Han, surtout si elle impliquait des familles nobles. L'association de l'impératrice Chen avec Chu Fu est rapidement découverte, et l'empereur Wu charge le redouté procureur Zhang Tang (en) (張湯) d'enquêter. Chu Fu est arrêtée et exécutée par décapitation, avec plus de 300 autres accusés. L'empereur Wu publie alors un édit déposant officiellement l'impératrice Chen de son poste d'impératrice en 130 av. J.-C., l'exile hors de la capitale Chang'an et la placée en résidence surveillée au Long Gate Palace (長門宮), une maison de banlieue que la princesse Guantao a  offert à l'empereur Wu comme cadeau pour avoir toléré ses scandales privés, l'empereur Wu  promettant à sa tante que l'ex-impératrice serait  pourvue de toutes les ressources  nécessaires à  sa vie quotidienne.
Deux ans plus tard, en 128 av. J.-C., la consorte Wei donne naissance au premier fils de l'empereur Wu, Liu Ju (en), et est intronisée impératrice pour sa contribution à la lignée royale. Son frère Wei Qing ou peut-être que c'était son neveu Huo Qubing qui devint le général militaire le plus estimé de l'histoire des Han, consolidait ainsi sa position. En 122 av. J.-C., Liu Ju fut également nommé prince héritier . Avec la mise en place de l'impératrice Wei, toute chance de réintégration de l'impératrice Chen disparaît,,,,.
En conséquence, elle porte parfois le surnom d' Impératrice Chen Feihou (陳廢后) ce qui veut dire  «Fei» déposée.

### Fin de vie
L'impératrice Chen passe le reste de sa vie à Long Gate Palace. Refusant toujours d'abandonner, elle engage le célèbre poète Sima Xiangru pour composer une chanson, plus tard connue sous le nom de L'Ode of Long Gate (長門賦), espérant que cela attirerait la sympathie de l'empereur Wu. L'empereur Wu est tellement touché par la chanson qu'il lui rend visite et l'aime à nouveau. Les archives historiques indiquent que l'empereur Wu a récompensé Sima Xiangru pour son travail.
Un an après la déposition de l'impératrice Chen, son père Chen Wu décède. La princesse veuve Guantao, qui avait déjà une relation adultère avec son filleul de 18 ans Dong Yan (董偃),, se concentre sur son jeune amant. Lorsque l'empereur Wu apprend cela, il laisse fuiter le scandale comme un levier en échange du comportement désormais soumis de la princesse Guantao. Après la mort de Dong à l'âge de 30 ans, la princesse Guantao meurt en 116 av. J.-C., indiquant la volonté d'être enterrée avec Dong au lieu de son défunt mari. Pendant la période de deuil, ses deux fils (les frères de l'impératrice Chen) Chen Xu et Chen Yu (陈蟜) se disputent pour l'héritage, chacun commettant adultère et inceste. Ils se suicident tous les deux la même année.
Quelques années plus tard, l'ex-impératrice Chen meurt, environ 20 ans après sa déposition, et est enterrée à l'est du pavillon Langguan (郎官亭) dans le comté de Baling (霸陵縣), à environ 30 li au nord-est de Chang'an, en dehors du  cimetière de ses ancêtres,,,,.

## Romance avec l'empereur Wu

### Jiao dans la maison dorée
Liu Che était tellement amoureux de Chen Jiao qu'il a dit qu'il construirait une maison dorée, ce qui conduirait à la création de l'idiome chinois : mettre Jiao dans une maison dorée (金屋藏娇). Comme Chen Jiao est aussi la cousine de Liu Che et la fille de Chen Wu et de Liu Piao, la relation entre les deux familles était étroite et le resterait pendant les siècles suivants.
L'impératrice Chen est la première épouse de Liu Che, et Liu Che est souvent considéré comme l'un des plus grands empereurs de la dynastie Han et de l'histoire chinoise en général. Pendant le règne de Liu Che et Chen Jiao, la dynastie Han de Chine commencerait à s'étendre considérablement en territoire dans toutes les directions et à soumettre les nomades Xiongnu du nord, inaugurant ainsi un âge d'or pour la Chine.
Pour son rôle de première impératrice pendant cet âge d'or, l'impératrice Chen devient le sujet de beaucoup d'écriture, de poésie, d'odes et d'idiomes dans des textes historiques écrits sur la dynastie Han, y compris l'Ode of Long Gate, Hanwu Stories, etc.

### Différence d'âge
Comme il n'y a pas de documents historiques fiables sur l'année de naissance de l'impératrice Chen, il est presque impossible de calculer avec précision sa différence d'âge avec l'empereur Wu. Cependant, Chen Jiao est à l'origine destinée à épouser Liu Rong, le frère aîné de l'empereur Wu. Bien que l'année de naissance de Liu Rong ait également été omise dans les documents historiques, il est possible d'estimer son âge en consultant les documents historiques.
Un des frères aînés de l'empereur Wu, Liu Fei (劉非, cinquième fils de l'empereur Jing), est enregistré comme étant de 12 ans plus âgé que l'empereur Wu; il avait environ 15 ans pendant la rébellion des sept États tandis que le jeune Liu Che n'avait que 3 ans. Entre Liu Rong et Liu Fei, il y avait deux frères nés de Lady Li (la mère de Liu Rong) et un frère né de la mère de Liu Fei, ce qui signifie que Liu Rong avait au moins 2 ans de plus que Liu Fei et donc au moins 14 ans de plus que l'empereur. Wu. Au moment de la proposition de la princesse Guantao, Liu Rong avait environ 20 ans, ce qui signifie que Chen Jiao devrait être au moins au milieu de l'adolescence (sinon elle aurait été trop jeune pour le mariage). Considérant que Liu Che n'avait que 5 ans au moment du mariage arrangé, la différence d'âge entre lui et sa cousine fiancée serait d'au moins 8 à 9 ans,.

## Poésie
L'Ode de Long Gate (長門賦Changmenfu ) fait partie du genre Fu (poésie) et a été écrite par Sima Xiangru sur l'amour entre l'impératrice Chen et l'empereur Liu.

Le texte original est:
夫何一佳人兮,步逍遥以自虞.魂逾佚而不反兮,形枯槁而独居.言我朝往而暮来兮,饮食乐而忘人.心慊移而不省故兮,交得意而相亲.伊予志之慢愚兮,怀真悫之欢心.愿赐问而自进兮,得尚君之玉音.奉虚言而望诚兮,期城南之离宫.修薄具而自设兮， 君 曾 不肯 乎 幸 临。
Une traduction française approximative est:
Quelle belle femme, libre, sans entrave et pleine de joie. L'âme se perd sans se retourner, elle est flétrie et vit seule. Je suis heureuse de manger et d'oublier les gens. Toucher votre cœur sans perdre la tête, offrez une date fière et aveugle. Son objectif peut prendre du temps et être insensé, mais elle est pleine de bonne volonté et de bonheur. Prêt à poser des questions et à entrer, vous entendrez la belle voix de la  monarque. Si l'on regarde en vain l'honnêteté et la sincérité, on s'attend à ce qu'elle quitte le palais au sud de la ville. Guérir le corps maigre et se construire soi-même, pour la monarque, ce n'est pas seulement l'étiquette.
Notes: 兮 xi est une ancienne particule d'exclamation similaire à 啊 a ou 呀 ya.

## Culture populaire
- 1990 : série télévisée Han Wudi, interprétée par Yu Hui (actress) (en).
- 2000 : Série télévisée BMN The Prince of Han Dynasty (en), interprétée par He Jiayi.
- 2005 : Série télévisée CCTV The Emperor in Han Dynasty (en), représentée par Xu Hongna.
- 2014 : 
  - Zhejiang Huace Film et Now TV (Hong Kong) (en), séries The Virtuous Queen of Han, interprétées par Zheng Yuanyuan (郑媛元).
  - Série télévisée HT Sound of the Desert (TV series) (en).